# Йосіда Міцунорі
Міцунорі Йосіда (яп. 吉田光範, нар. 8 березня 1962, Префектура Айті) — японський футболіст, що грав на позиції захисника.
Виступав, зокрема, за клуби «Ямаха Моторс» та «Джубіло Івата», а також національну збірну Японії.

## Клубна кар'єра
У дорослому футболі дебютував 1980 року виступами за команду клубу «Ямаха Моторс», в якій провів дванадцять сезонів, взявши участь у 201 матчі чемпіонату. 
У 1993 році клуб змінив назву на «Джубіло Івата», після чого Йосіда провів у ньому ще 2 сезони. Завершив професійну кар'єру футболіста виступами за команду «Джубіло Івата» у 1995 році.

## Виступи за збірну
У 1988 році дебютував в офіційних матчах у складі національної збірної Японії. Протягом кар'єри у національній команді, яка тривала 6 років, провів у формі головної команди країни 35 матчів, забивши 2 голи.
У складі збірної був учасником кубка Азії з футболу 1992 року в Японії, здобувши того року титул переможця турніру.

## Статистика
Статистика виступів у національній збірній.
| Збірна Японії | Збірна Японії | Збірна Японії |
| Роки          | Ігри          | голи          |
| ------------- | ------------- | ------------- |
| 1988          | 1             | 0             |
| 1989          | 10            | 1             |
| 1990          | 0             | 0             |
| 1991          | 0             | 0             |
| 1992          | 8             | 0             |
| 1993          | 16            | 1             |
| Усього        | 35            | 2             |

## Титули і досягнення
- Володар Кубка Азії: 1992